# Hermione Gingold
Hermione Ferdinanda Gingold (ur. 9 grudnia 1897 w Londynie, zm. 24 maja 1987 w Nowym Jorku) – angielska aktorka filmowa i telewizyjna.
Była dwukrotnie zamężna. Miała dwoje dzieci.
Zmarła w wyniku problemów z sercem i zapalenia płuc.

## Filmografia

### Filmy
- 1936: Someone at the Door jako Lizzy Appleny
- 1937: Merry Comes to Town jako Ida Witherspoon
- 1938: Meet Mr. Penny jako pani Wilson
- 1943: The Butler's Dilemma jako ciocia Sophie
- 1952: The Pickwick Papers jako panna Tompkins
- 1953: Our Girl Friday jako stara panna
- 1956: W 80 dni dookoła świata jako dama
- 1957: Czarna magia na Manhattanie jako Bianca De Passe
- 1958: Gigi jako madame Alvarez
- 1961: Nagie ostrze jako Lilly Harris
- 1962: Muzyk jako Eulalie Mackechnie Shinn
- 1964: Świat Henry’ego Orienta jako panna Grimshaw
- 1965: Wszystko dla niej jako pani Luce
- 1967: Rocket to the Moon jako Angelica
- 1969: Winter of the Witch jako czarownica
- 1971: Banyon jako Peggy Revere
- 1973: Simple Gifts jako Jane
- 1975: Tubby the Tuba jako panna Squeek
- 1977: Mała nocna muzyka jako panna Armfeldt
- 1981: Amy i anioł jako Pincus
- 1983: Jak stać się idealną osobą w jedyne trzy dni jako panna Sandwich
- 1984: Garbo mówi jako Elizabeth Rennick

### Seriale
- 1954: The Elgin Hour jako Alice
- 1959: Alfred Hitchcock Przedstawia jako Charlotte Hope
- 1963: The DuPont Show jako ona sama
- 1968: It Takes a Thief  jako księżna Christina
- 1970: Ironside jako Ernestine Mugford
- 1974: Love, American Style jako Jane
- 1979: Trapper John, MD jako niania Millie Winthrop
- 1980: Simple Gifts jako Frost
- 1983: Hotel jako Felicity

## Nagrody
Za rolę madame Alvarez w filmie Gigi została uhonorowana nagrodą Złotego Globu.